# Mikio Andō
Mikio Andō (japonais 安藤 美紀夫, Andō Mikio, nom véritable Andō Ichirō 安藤 一郎; 12 janvier 1930 à Kyoto - 17 mars 1990) est un critique littéraire, universitaire et auteur japonais de livres pour la jeunesse.

## Biographie
Mikio Andō étudie la littérature italienne à l'université de Kyoto et après avoir obtenu son diplôme, travaille d'abord comme enseignant dans une école secondaire de Hokkaidō. À partir de 1957, il publie des traductions de livres pour enfants de la littérature italienne, dont par exemple, les œuvres de Gianni Rodari. Dans le cadre de son activité de traducteur, il commence à écrire lui-même et fait ses débuts en 1961 avec Shiroi risu (白いりす, Écureuil blanc), pour lequel il est honoré du « Prix Sankei de l'édition de livres pour enfants » (産経児童出版文化賞, Sankei Jidō Shuppan Bunkashō). En 1973, il est lauréat du prix Hans Christian Andersen, du prix Noma de littérature pour enfants (野間児童文芸賞, Noma Jidō Bungeishō) et du prix de la Société des auteurs japonais de livres pour enfants (日本児童文学者協会賞, Nihon Jidō Bungakusha Kyōkaishō) pour Dendenmushi keiba (でんでんむしの競馬, Course de ver). À partir de 1974 il enseigne à la Nihon Joshi Daigaku.

## Ouvrages (sélection)

### Livres pour la jeunesse
- 1961 Shiroi risu (白いりす)
- 1966 Poiyaumbe monogatari (ポイヤウンベ物語)
- 1966 Sōgen no minashiko (草原のみなし子)
- 1968 Hi o fukuyama to ōii numa (ひをふくやまとあおいぬま)
- 1972 Dendenmushi keiba (でんでんむしの競馬)

### Traductions
- 1958 Emilio Salgari Kuroi kaizoku (黒い海賊, Le Corsaire noir)
- 1963 Carlo Collodi Pinokkhio (ピノッキオ, Pinocchio)
- 1963 Edmondo De Amicis Kuore (クオレ, Cuore)
- 1966 Elsa Morante Katerīna no fushigina tabi (カテリーナのふしぎな旅, titre original : Le straordinarie avventure di Caterina, Les Aventures extraordinaires de Catherine)
- 1967 Gianni Rodari Jappu-kun uchū e to bidasu (ジップくん宇宙へとびだす, titre original : Gip nel televisore. Favola in orbita)
- 1968 Italo Calvino Marukovaruto san no shiki (マルコヴァルドさんの四季, titre original : Marcovaldo ovvero le stagioni in città, Marcovaldo ou Les saisons en ville)
- 1985 Gianni Rodari Usotsuki kuni no jerusomīno (うそつき国のジェルソミーノ, titre original : Gelsomino nel paese dei bugiardi, Gelsomino au pays des menteurs)

## Source de la traduction
- (de) Cet article est partiellement ou en totalité issu de l’article de Wikipédia en allemand intitulé « Mikio Andō » (voir la liste des auteurs).